# Henry Howard Holmes
Henry Howard Holmes, nato Herman Webster Mudgett e meglio conosciuto come H. H. Holmes (Gilmanton, 16 maggio 1861 – Filadelfia, 7 maggio 1896) è stato un truffatore e serial killer statunitense, a cui vengono attribuiti oltre 200 omicidi. Ne confessò 27, di cui solo 9 confermati, tra cui quello del socio in affari, e possibile complice, Benjamin Pitezel.
Nella sua autobiografia, scritta durante l'ultima detenzione in carcere, affermò di avere commesso 133 omicidi, ma in seguito ritrattò l'affermazione dicendo che era un trucco per guadagnare soldi; la polizia dell'epoca, perquisendo l'edificio dove era solito commettere gli omicidi, affermò di avere trovato gli scheletri di 150 persone, e gli attribuì 200 vittime. La cifra reale resta però sconosciuta.

## Biografia

### Origini
Herman Webster Mudgett nacque il 16 maggio 1861 a Gilmanton, situata nello Stato del New Hampshire, figlio terzogenito di Levi Horton Mudgett (1827-1911) e Theodate Page Price (1827-1903), entrambi discendenti dei primi immigrati inglesi giunti nel Midwest degli Stati Uniti all'inizio del XIX secolo. Egli aveva quattro fratelli: due più grandi, Ellen e Arthur, e due più piccoli, Henry e Mary. Secondo quanto riportato dallo scrittore John Borowski all'interno della biografia Strange Case of Dr. H.h. Holmes, durante la quasi totalità della sua infanzia Herman fu ripetutamente vittima sia delle violenze del padre (che soffriva di una grave forma di alcolismo) che degli atti di bullismo a scuola da parte di molti dei suoi compagni di classe, invidiosi dei suoi ottimi risultati, tanto da averlo costretto una volta a toccare il cranio di uno scheletro, episodio in seguito al quale sviluppò un morboso piacere nel torturare animali randagi sottoponendoli a sadici esperimenti.
Sognava sempre di essere un dottore: questo sarà il suo futuro lavoro. Dopo essere stato espulso dalla scuola per frode all'assicurazione, si sposò e si trasferì da solo a Englewood, una località nell'Illinois, vicina a Chicago. Fu qui che cambiò il suo nome da Herman Webster Mudgett a Henry Howard Holmes.

### Gli inizi
Intorno a questo periodo Holmes commise il suo primo omicidio, a scopo di profitto, avvelenando una donna. Diverso tempo dopo lesse in un annuncio che una donna anziana cercava un aiutante per la sua farmacia: Holmes rispose presentandosi in casa sua e offrendosi per giunta di curarle il marito da tempo gravemente malato. Tuttavia Holmes, col pretesto di aiutarlo, avvelenò l'uomo. Egli propose quindi all'anziana signora di cedergli la farmacia lasciandogliela gestire; in cambio lui le avrebbe garantito un reddito mensile. La donna imprudentemente accettò, ma non ottenne mai il pagamento del debito, e presto sparì anche lei, diventando la terza vittima di Holmes.

### Costruzione delCastello

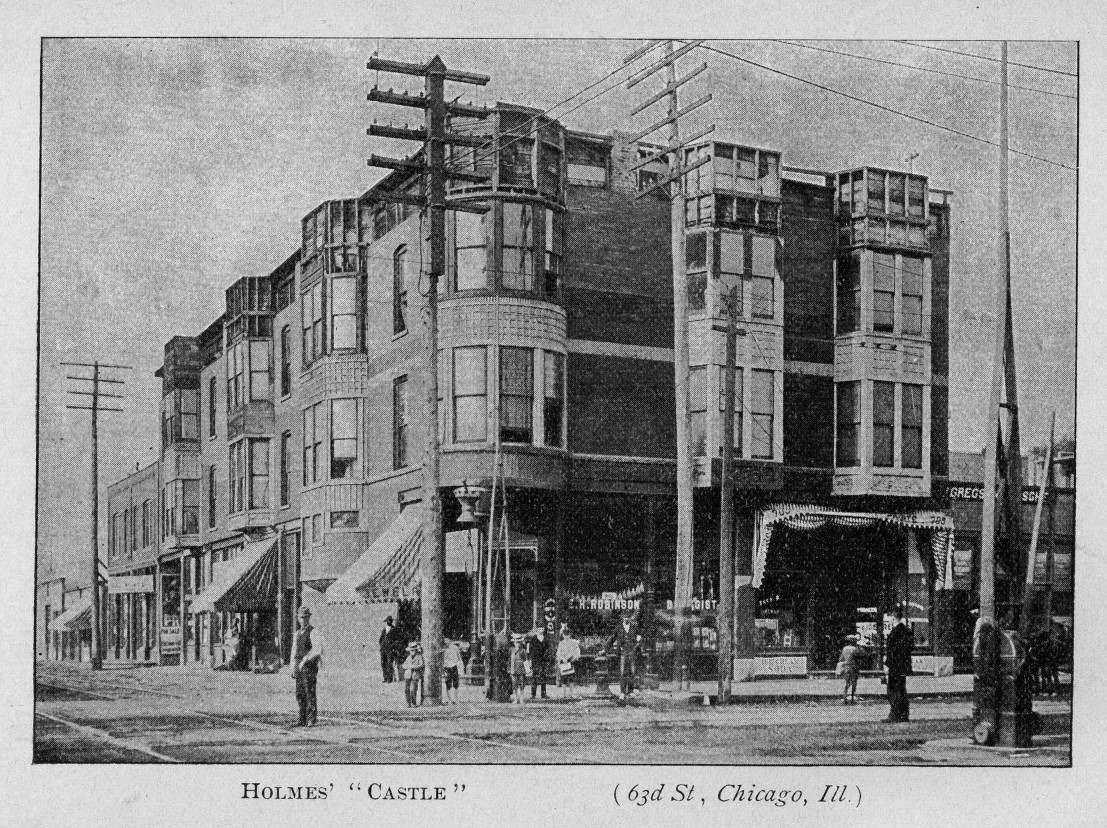
Il Castello di Holmes, dove avvennero in tutto più di 100 omicidi

Con i soldi di alcune frodi assicurative Holmes fece costruire un enorme edificio a tre piani che gli serviva da abitazione, farmacia, negozio e hotel: Holmes era solito infatti affittare molte delle camere (anche ad amici e collaboratori, che finirono poi per diventare vittime della sua follia omicida). L'edificio era talmente imponente da essere soprannominato il Castello.
Con una serie di modifiche nella struttura interna dell'edificio Holmes rese il secondo e terzo piano un dedalo di camere che costituiva un vero labirinto e una inaudita trappola mortale per chiunque vi si addentrasse: le camere erano infatti collegate tra loro grazie a passaggi segreti, muri scorrevoli, spioncini, porte blindate, stanze segrete, camere insonorizzate, scale e corridoi che finivano contro un muro, e botole sul pavimento che si aprivano a comando e facevano scivolare la vittima in cantina: lì si trovava una enorme piscina riempita di acido corrosivo, dove Holmes immergeva i corpi e i cadaveri dei malcapitati. Tutte le stanze erano inoltre delle vere e proprie camere a gas, progettate per uccidere chiunque si trovasse all'interno: tutte le porte potevano infatti essere bloccate dall'esterno, e i muri erano foderati con l'amianto: in tale modo, Holmes era libero anche di dare fuoco al gas presente nell'ambiente, evitando il propagarsi della combustione. In una delle stanze segrete si trovava infine un forno crematorio.

### Gli omicidi
Tra il 1892 e il 1894 un numero enorme di clienti di qualsiasi età (anche bambini), visitatori, garzoni, conoscenti, fidanzate e perfino complici di Holmes troveranno la morte nel "castello". Il suo modus operandi era il seguente: spesso affittava una camera; poi, dopo aver intrappolato le vittime ed aver goduto delle loro urla strazianti, li faceva morire asfissiati nella camera oppure li gasava. A volte incendiava il gas in modo da carbonizzarli. Il corpo veniva quindi recuperato ed utilizzato in tre modi: eviscerato e scarnificato per poi rivenderne lo scheletro alle università; sciolto completamente nella piscina con l'acido; o utilizzato da Holmes come cavia per dissezioni ed esperimenti non meglio definiti, senza finalità scientifiche.
Proprio nel 1893 cadeva il World's Fair, la grande esposizione organizzata in occasione dei 400 anni dalla scoperta dell'America. Molte delle vittime furono semplici turisti che decisero di visitare il castello di Holmes. La frequenza degli omicidi era elevata ed il guadagno ricavato dalla vendita degli scheletri fu molto redditizio. Nessuno nutriva sospetti: Holmes agì indisturbato, nonostante le decine di sparizioni nell'area. Spesso, il numero di sparizioni coincideva con il numero delle frodi che Holmes faceva ai danni delle società di assicurazioni.

### La fuga
Poco prima del 1894, Holmes, vedendosi accerchiato dai creditori, in un momento di difficoltà economica, abbandonò il castello per rifugiarsi altrove. Diverse settimane dopo un altro suo complice (tale Pat Quinlan) bruciò l'edificio, furioso per aver perso l'amante, sua sorella e la sua figlia illegittima: Holmes per errore mentre erano in una stanza le aveva come al solito gassate e scarnificate. Dopo aver lasciato Chicago, Holmes provò a intascare i soldi dell'assicurazione per incendio accidentale, ma un investigatore mandò a monte il piano scoprendo che l'incendio era doloso. Holmes non venne accusato di nulla, ma continuò a truffare e, tra una truffa e l'altra, uccidere.
Dopo un'altra truffa andata male Holmes finì in carcere. Qui conobbe un nuovo complice, Marion Hedgepeth. Insieme, una volta liberati, architettarono un omicidio ai danni di un conoscente di Holmes, un certo Benjamin Pitezel, e una frode all'assicurazione legata alla sua morte. Marion avrebbe avuto la sua percentuale. L'omicidio venne compiuto e Holmes intascò i soldi ma sparì di nuovo senza dare i soldi ad Hedgepeth. Esso, per vendicarsi, informò la società di assicurazioni della truffa e lì scattò un mandato di arresto per Henry Howard Holmes.

### Arresto e confessione
Holmes fu arrestato a Boston il 17 novembre 1894, mentre stava per imbarcarsi per l'Europa. Fino ad allora non fu mai arrestato per via dei suoi continui spostamenti e cambi di identità. In carcere fu dapprima riconosciuto colpevole di 4 omicidi, poi arrivò a confessarne all'incirca altri 27; la polizia quindi controllò i resti del castello, affermando di avere trovato gli scheletri di 150 persone. Ma probabilmente molti di più furono quelli che non si poterono recuperare, siccome potevano essere stati o completamente bruciati o dissolti nell'acido, venduti o fatti sparire altrimenti. Holmes ne confessò altri mentre scriveva la sua biografia, che venne venduta a buon prezzo. La cifra arrivò a 133, nonostante la polizia lo ritenesse fortemente sospettato di oltre 200 omicidi in totale; successivamente disse di avere confessato 133 omicidi solo per guadagnare soldi. Nel 1895 iniziò e finì il processo contro di lui e venne dichiarato colpevole di solo 9 degli almeno 27 omicidi e di un gran numero di frodi assicurative. La pena prevista era la morte.

### La condanna

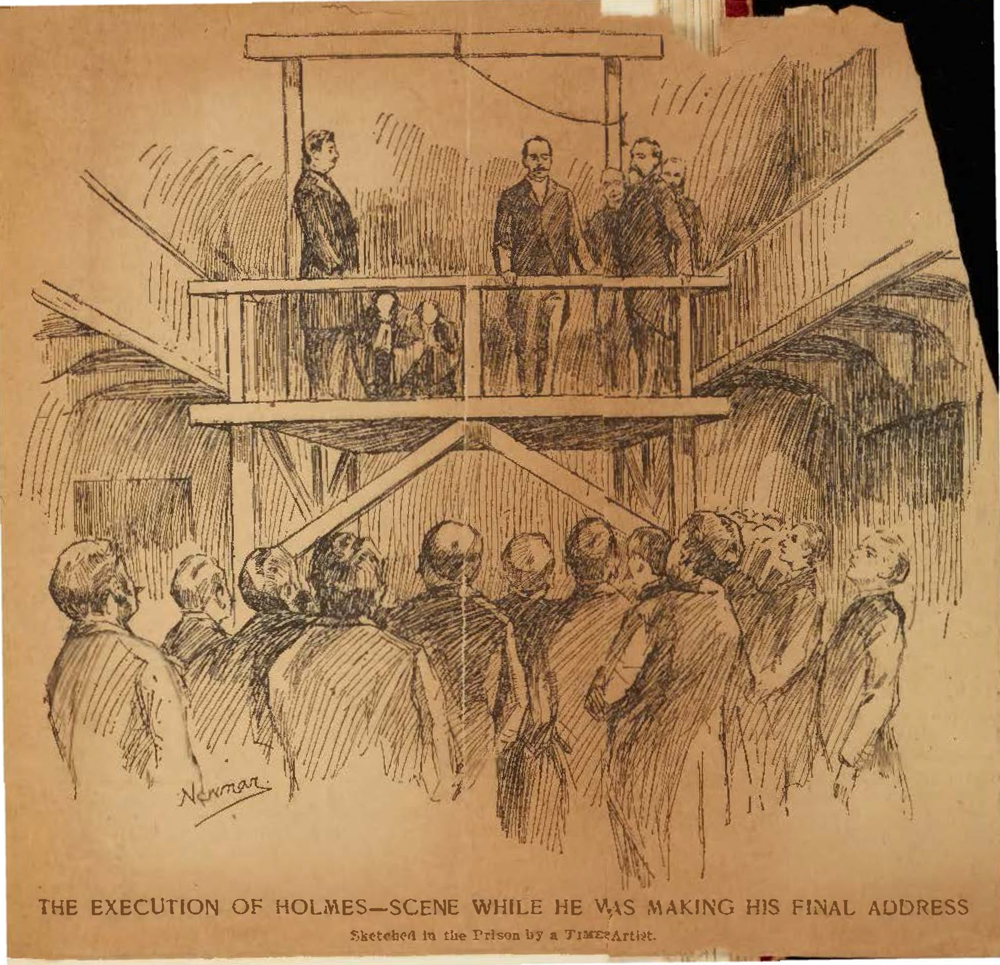
Esecuzione di H.H. Holmes (prigione di Moyamensing, Filadelfia, 1896)

Henry Howard Holmes morì impiccato la mattina del 7 maggio 1896, all'età di 34 anni; fino all'ultimo volle essere chiamato «dottor Holmes». Il cappio non era stato preparato adeguatamente, infatti il suo collo non si spezzò e Holmes soffrì una lunga agonia, morendo per soffocamento dopo 15 minuti. Quando è stato portato al patibolo, Holmes è rimasto calmo e tranquillo. Le sue ultime parole furono per l'uomo che tentava di allacciargli il cappio intorno al collo, al quale disse: "Prenditi il tuo tempo, vecchio. Non fare pasticci".
Il corpo è tuttora sepolto nell'Holy Cross Cemetery.
Il castello di Holmes, nonostante fosse ridotto a un moncone bruciato, divenne un'attrazione per gli abitanti, fino a quando un secondo incendio scoppiato misteriosamente lo rase al suolo completamente.

## Nella cultura di massa
In un episodio della seconda stagione di Supernatural i protagonisti danno la caccia al fantasma di Holmes.
Nel secondo episodio della quarta stagione di Sherlock la storia di Holmes viene raccontata dai protagonisti.
Nella quinta stagione di American Horror Story Hotel il personaggio di James Patrick March, interpretato da Evan Peters, è ispirato a Holmes, come pure il motivo per cui viene costruito l'hotel Cortez dove è ambientata la serie.
In Italia, all'interno del parco divertimenti Movieland, esiste un'attrazione (di tipologia casa degli orrori) che ha come tema principale H. H. Holmes e l'albergo in cui compì gli omicidi. Il nome di questa attrazione è Holmes Hotel e spesso all'interno è visibile il logo HHH (composto dalle iniziali del nome, del cognome e della parola "hotel").
Il quarto capitolo della serie di videogiochi horror Dark Pictures Anthology, intitolato The Devil in Me, si svolge all'interno di una replica del castello di H. H. Holmes.